# Viktor Musavirovich Afzalov
Viktor Musavirovich Afzalov (chữ Kirin: Виктор Мусавирович Афзалов, sinh ngày 9 tháng 6 năm 1968) là một thượng tướng Lực lượng Vũ trang Liên bang Nga, Tư lệnh Lực lượng Hàng không vũ trụ Nga.

## Tiểu sử
Viktor Afzalov sinh ngày 9 tháng 6 năm 1968 tại làng Ukromnoye, quận Simferopol, vùng Krym.
Con đường binh nghiệp của ông bắt đầu từ năm 1985. Năm 1989, ông tốt nghiệp Trường Cao đẳng Điện tử Vô tuyến Phòng không Quân sự Pushkin; năm 2000 tốt nghiệp Đại học Quân sự Phòng không; năm 2010 tốt nghiệp Học viện Quân sự Bộ Tổng Tham mưu Lực lượng Vũ trang Liên bang Nga.
Ông phục vụ trong Lực lượng Hàng không vũ trụ, chức vụ đầu tiên của ông là trưởng phòng chỉ huy tác chiến của một tiểu đoàn tên lửa phòng không. Sau đó, ông lần lượt đảm nhiệm các chức vụ phó tiểu đoàn trưởng về vũ khí, chỉ huy đội liên thanh của tiểu đoàn, chỉ huy tiểu đoàn tên lửa phòng không, tham mưu trưởng - phó chỉ huy trung đoàn tên lửa phòng không, chỉ huy trung đoàn tên lửa phòng không của quân đoàn phòng không. Năm 2007-2008, ông là tham mưu trưởng - phó tư lệnh sư đoàn phòng không. Từ năm 2010 đến 2012, ông chỉ huy Sư đoàn phòng không số 4. Năm 2012-2017 - Tham mưu trưởng - Phó Tư lệnh thứ nhất Quân đoàn 11 Phòng không - Không quân. Vào tháng 7 năm 2017, theo sắc lệnh của Tổng thống Liên bang Nga, ông được bổ nhiệm làm Tư lệnh Tập đoàn quân 11 của Lực lượng Không quân và Phòng không của Quân khu Đông (Khabarovsk). Từ tháng 8/2018, ông giữ chức Tham mưu trưởng - Phó Tổng tư lệnh thứ nhất Lực lượng Hàng không vũ trụ Liên bang Nga.
Ông được thăng quân hàm trung tướng ngày 11 tháng 6 năm năm 2019, quân hàm thượng tướng ngày 7 tháng 12 năm 2022.
Ông được giao quyền tổng tư lệnh quân chủng sau khi Tư lệnh Surovikin bị cách chức vào tháng 7 năm 2023; ngày 20 tháng 10 năm 2023, ông được bổ nhiệm làm Tổng tư lệnh Lực lượng Hàng không Vũ trụ Nga.

## Khen thưởng
Ông được tặng thưởng Huân chương Chiến công vì Tổ quốc cấp IV và III, Huân chương Alexander Nevsky, Huân chương Quân công và các huân chươngref name="enc-TASS" />.
1. ↑  «РИА Новости» назвало преемника Суровикина. // РБК. 23.08.2023.
2. 1 2  В ВВО состоялась церемония вручения штандарта новому командующему армией ВВС и ПВО. 3.08.2017. // Сайт Министерства обороны Российской Федерации.
3. ↑  Биография В. М. Афзалова на сайте Министерства обороны Российской Федерации.
4. ↑  Указ Президента Российской Федерации от 11.06.2019 г. № 258 «О присвоении воинских званий высших офицеров, специальных званий высшего начальствующего состава, высших специальных званий и классных чинов»
5. ↑  Указ Президента Российской Федерации от 07.12.2022 г. № 890 «О присвоении воинских званий высших офицеров, специальных званий высшего начальствующего состава и высших специальных званий».
6. ↑  Кислов А. СМИ: генерал Афзалов назначен главнокомандующим ВКС вместо Суровикина. // «Коммерсантъ». 20.10.2023.
7. ↑  Биография генерал-полковника Виктора Афзалова. // «РИА Новости».